# مقاطعة كامب (تكساس)

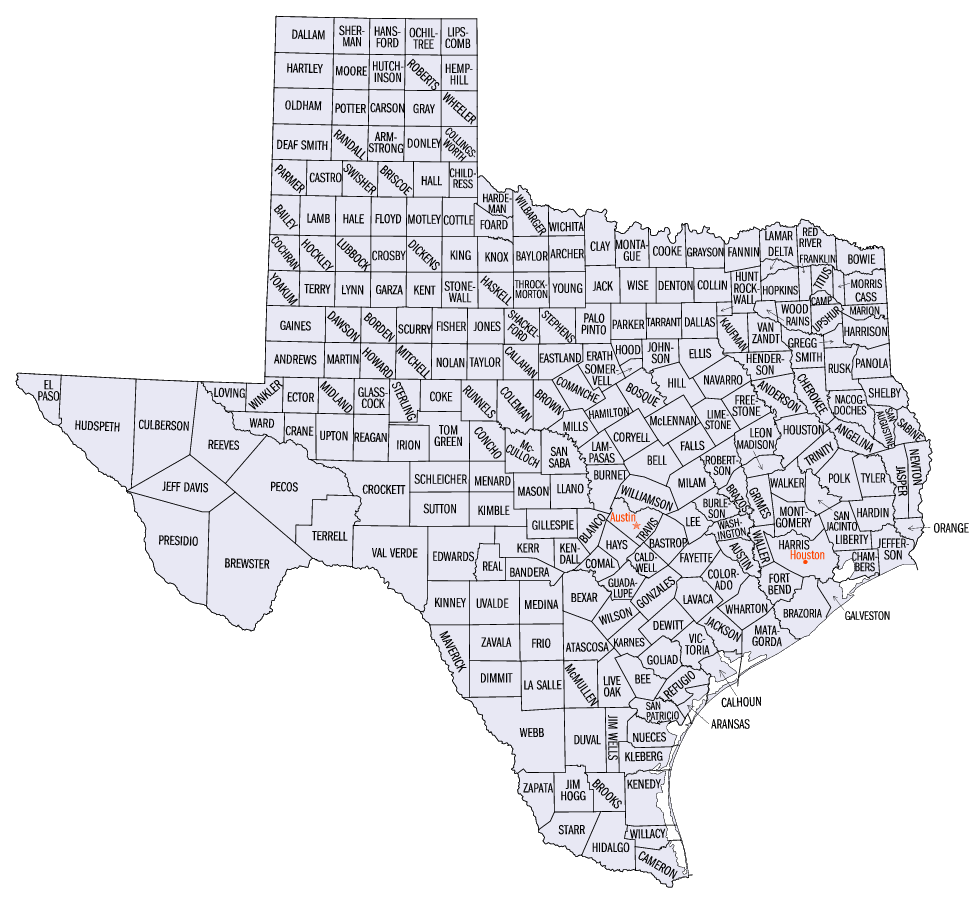
خارطة مقاطعات تكساس

مقاطعة كامب (بالإنجليزية: Camp  County)‏ هي إحدى المقاطعات في ولاية تكساس، الولايات المتحدة الأمريكية.